# Paraguay Marathon Club
El Paraguay Marathon Club (PMC) es un club de atletismo ubicado en Asunción en Paraguay. El club está afiliado a la Federación Paraguaya de Atletismo. La actual presidenta del Paraguay Marathon Club es Myrta Doldán, también presidenta de la Federación Paraguaya de Atletismo. A nivel nacional Paraguay Marathon Club es el mejor club de atletismo del Paraguay junto a Club Sol de América y la Asociación de Atletismo del Alto Paraná.

## Historia
Paraguay Marathon Club se consagró campeón del Campeonato Nacional de Atletismo de Paraguay de 2014, al conquistar 345 puntos.
Paraguay Marathon Club se consagró del Campeonato Nacional de Atletismo de Paraguay de 2015, donde logró una puntuación de 139.

## Atletas

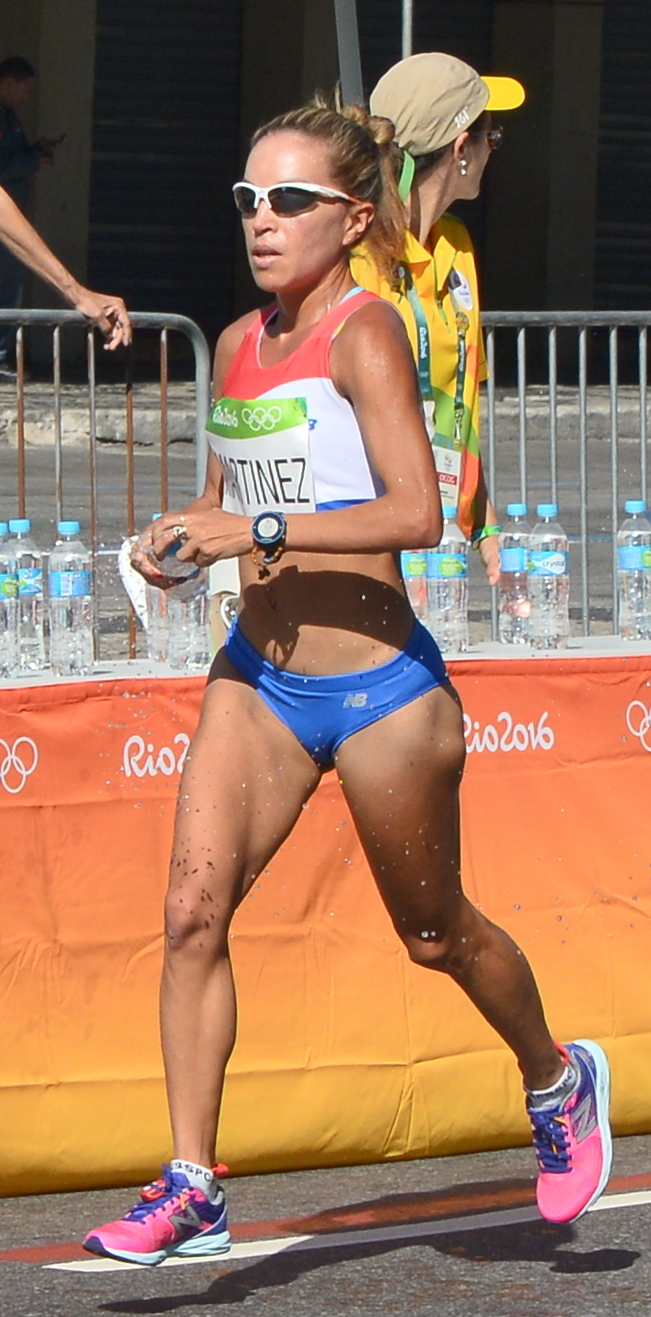
Carmen Martínez, atleta del PMC, compitió en los Juegos Olímpicos de 2016.

### Representantes internacionales
| Atleta                           | País     | disciplina                          | Honores                                                     | Referencia |
| -------------------------------- | -------- | ----------------------------------- | ----------------------------------------------------------- | ---------- |
| Carmen Martínez                  | Paraguay | 5, 000 metros                       | JJ. OO. de 2016                                             | [ 4 ]      |
| Anna Camila Pirelli              | Paraguay | 100 m, Salto de altura, Salto largo | Mundial de Atletismo de 2015 y récord nacional en Heptatlón | [ 5 ]      |
| Víctor Fatecha                   | Paraguay | Lanzamiento de jabalina             | JJ. OO. de 2008                                             | [ 6 ]      |
| Fredy Maidana                    | Paraguay | 100 m, 200 m                        | Récord nacional en 100 m y 200 m                            | [ 6 ]      |
| Larson Giovanni Díaz Martínez    | Paraguay | Lanzamiento de jabalina             | Campeonato Sudamericano de 2015                             | [ 7 ]      |
| Derlis Ramón Ayala               | Paraguay | 10, 000 metros                      | JJ. OO. de 2016 y récord nacional en 10, 000m               | [ 7 ]      |
| Christopher Josué Ortiz González | Paraguay | 100 m, Salto de altura              | Campeonato Ibero-Americano de 2016                          | [ 5 ]      |

### Representantes nacionales
| Atleta                       | País     | disciplina | Honores             | Referencia |
| ---------------------------- | -------- | ---------- | ------------------- | ---------- |
| John William Zavala Zalimben | Paraguay | 200 m      | Campeonato Nacional | [ 5 ]      |